# Garrick Porteous
Garrick Porteous (17 januari 1990) is een Engelse fotograaf en golfer. Hij werd wereldnieuws toen hij in 2013 het Brits Amateur won.

## Amateur
Porteous speelde in zijn schooltijd rugby en golf, beide op county-niveau en hij was lid van de Bamburgh Castle Golf Club aan de kust van Northumberland. Vanaf 16-jarige leeftijd speelde hij voor golf in het  team van Engeland en het team van Groot-Brittannië & Ierland. Toen hem een beurs werd aangeboden om aan de Universiteit van Tennessee te gaan studeren, besloot hij rugby te laten vallen. Hij speelde college golf van 2008-2012 en bereikte drie NCAA finales.
In 2013 won hij met zijn team het Europees Landen Team Kampioenschap in Jutland, Denemarken. In de finale versloeg het Engelse team hun oude rivaal Schotland. Het Engelse team bestond uit Nathan Kimsey, Max Orrin, Neil Raymond, Callum Shinkwin, Toby Tree en Garrick Porteous, vijf van hen stonden in de top-35 van de wereldranglijst.
In 2013 won hij ook het 118de Brits Amateur, dat op de Royal Cinque Ports Golf Club in Deal werd gespeeld. In de finale versloeg hij de Fin Toni Hakula met 6&5. Zijn overwinning wordt beloond door een wildcard voor het Brits Open van 2013 en de Masters en het US Open van 2014, op voorwaarde dat hij nog amateur zou zijn. Hij werd in mei 2014 professional, na de Masters, en gaf zijn wildcard voor het US Open op.

### Gewonnen
- 2013: Schots Nationaal Open, Brits Amateur

### Teams
- Eisenhower Trophy (namens Engeland): 2012
- ELTK (namens Engeland): 2013 (winnaars)
- St Andrews Trophy (namens GB&I): 2012
- NCAA National Championship: 2012 (winnaars)
- Walker Cup: 2013

## Professional
Porteous werd in mei 2014 professionla. Zijn eerste toernooi was de Turkish Airlines Challenge in Belek.